# Anatolij Filipczenko

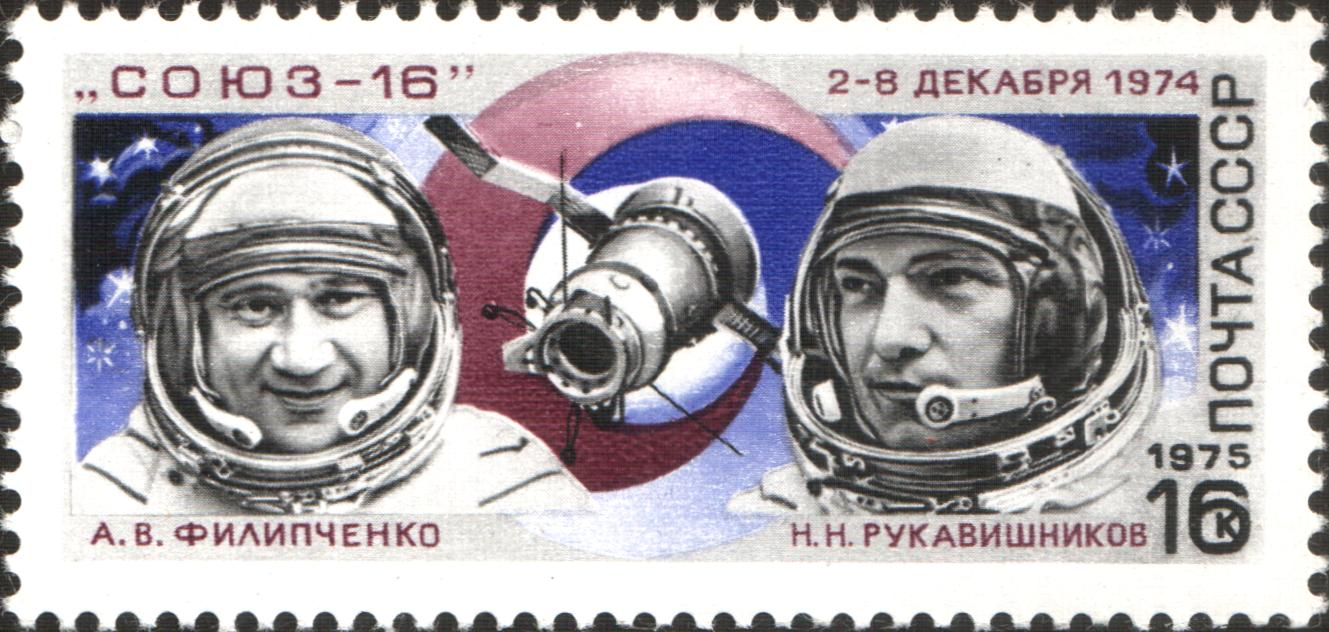
Znaczek poczty radzieckiej upamiętniający lot Sojuza 16, z lewej Anatolij Filipczenko

Anatolij Wasiljewicz Filipczenko, ros. Анатолий Васильевич Филипченкo (ur. 26 lutego 1928, zm. 7 sierpnia 2022) – radziecki kosmonauta, uczestnik dwóch lotów kosmicznych, generał major lotnictwa Lotnik Kosmonauta ZSRR.

## Życiorys
Urodził się we wsi Dawydowka w obwodzie woroneskim w Rosji. W 1942 ukończył szkołę podstawową. W 1943 podjął pracę w fabryce jako tokarz. Następnie, w roku 1947, wstąpił do Armii Radzieckiej. W 1950 ukończył szkołę lotniczą, a w 1961 wojskową akademię powietrzną. Służył w lotnictwie wojskowym, uzyskując kwalifikacje pilota 1. klasy.
W oddziale kosmonautów od 8 stycznia 1963 do 26 stycznia 1982.
W styczniu 1969 był dublerem dowódcy statku Sojuz 5.
W dniach 12–17 października 1969 uczestniczył w locie kosmicznym jako dowódca trzyosobowej załogi statku Sojuz 7. Razem z nim w kosmos polecieli Władisław Wołkow oraz Wiktor Gorbatko. Program lotu przewidywał połączenie na orbicie okołoziemskiej Sojuza 7 z Sojuzem 8 wystrzelonym dzień później. Całą operację miała filmować załoga Sojuza 6, który w kosmosie znalazł się dzień wcześniej. Niestety do cumowania obu statków jednak nie doszło z uwagi na niesprawność systemu zbliżania statków.
W czerwcu 1970 był dublerem dowódcy statku Sojuz 9.
W dniach 2-8 grudnia 1974 uczestniczył w drugim locie kosmicznym, jako dowódca Sojuza 16. Razem z Nikołajem Rukawisznikowem testował zmodyfikowany statek Sojuz do radziecko-amerykańskiego lotu ASTP.
W lipcu 1975 roku był dublerem Aleksieja Leonowa dowodzącego statkiem Sojuz 19, który na orbicie okołoziemskiej połączył się z amerykańskim statkiem Apollo.
W sumie w kosmosie spędził 10 dni 21 godzin 3 minuty i 58 sekund.
W 1978 awansował na stopień generał-majora lotnictwa. W oddziale kosmonautów pozostawał do 1979 roku. Do 1988 pełnił funkcje kierownicze w Centrum Wyszkolenia Kosmonautów im. J. Gagarina. Następnie do 1992 pracował w przemyśle kosmicznym. Od 1993 był na emeryturze.
Od 1952 był członkiem partii komunistycznej. Pełnił też funkcje państwowe.
Za odbyte loty kosmiczne został dwukrotnie uhonorowany tytułem Bohatera Związku Radzieckiego, w 1969 i 1974, z wręczeniem Medalu Złotej Gwiazdy i Orderu Lenina.
Nadano mu także Order Czerwonego Sztandaru Pracy (30 maja 1988), Order Sztandaru Węgierskiej Republiki Ludowej I klasy (5 kwietnia 1971), Order Gwiazdy Rumunii V klasy (14 czerwca 1958) i medale. W 1981 został laureatem Nagrody Państwowej ZSRR.
Dekretem prezydenta Federacji Rosyjskiej Dmitrija Miedwiediewa, № 436 z 12 kwietnia 2011, został odznaczony Medalem „Za zasługi w podboju kosmosu”.
Stowarzyszenie Uczestników Lotów Kosmicznych (Association of Space Explorers) przyznało mu Universal Astronaut Insignia za lot orbitalny (nr 41).

## Wykaz lotów
| Loty i starty kosmiczne, w których uczestniczył Anatolij W. Filipczenko  | Loty i starty kosmiczne, w których uczestniczył Anatolij W. Filipczenko | Loty i starty kosmiczne, w których uczestniczył Anatolij W. Filipczenko | Loty i starty kosmiczne, w których uczestniczył Anatolij W. Filipczenko | Loty i starty kosmiczne, w których uczestniczył Anatolij W. Filipczenko | Loty i starty kosmiczne, w których uczestniczył Anatolij W. Filipczenko | Loty i starty kosmiczne, w których uczestniczył Anatolij W. Filipczenko |
| L.p.                                                                     | Data startu                                                             | Statek kosmiczny                                                        | Data lądowania                                                          | Funkcja                                                                 | Czas trwania                                                            |                                                                         |
| ------------------------------------------------------------------------ | ----------------------------------------------------------------------- | ----------------------------------------------------------------------- | ----------------------------------------------------------------------- | ----------------------------------------------------------------------- | ----------------------------------------------------------------------- | ----------------------------------------------------------------------- |
| 1                                                                        | 12 października 1969                                                    | Sojuz 7                                                                 | 17 października 1969                                                    | Dowódca                                                                 | 4 dni 22 godziny 40 minut i 23 sekundy                                  |                                                                         |
| 2                                                                        | 2 grudnia 1974                                                          | Sojuz 16                                                                | 8 grudnia 1974                                                          | Dowódca                                                                 | 5 dni 22 godziny 23 minuty i 35 sekund                                  |                                                                         |
| Łączny czas spędzony w kosmosie — 10 dni 21 godzin 3 minuty i 58 sekund. |                                                                         |                                                                         |                                                                         |                                                                         |                                                                         |                                                                         |